# ダンパ (空調)
ダンパ （空調、Damper）は、空気調和設備において、ダクトの中間に取り付け風量を調節する装置である。

## 風量調整ダンパ（VD）

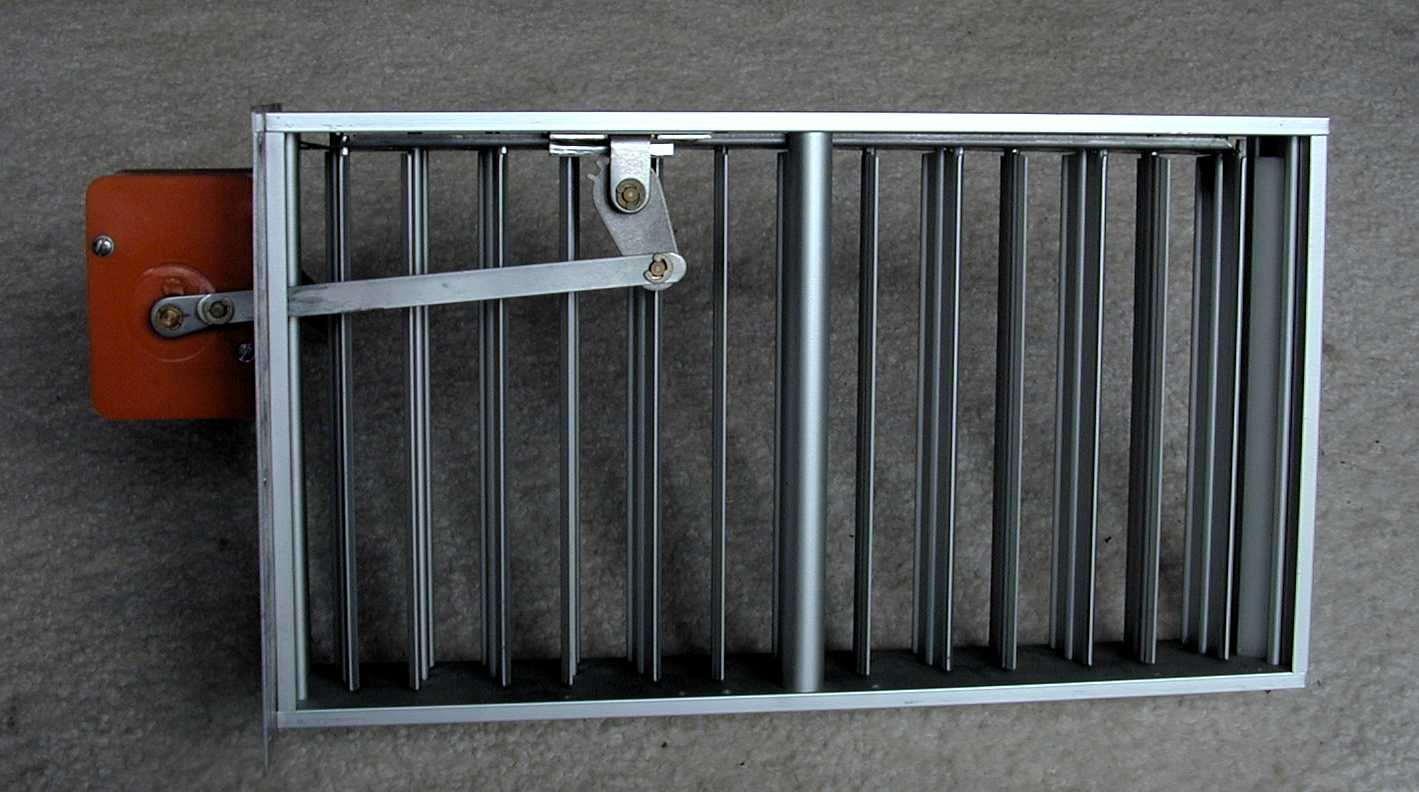
開放状態のダンパ

風量調節用のダンパで、ボリュームダンパ（Volume　またはVariable Damper,VD）ともいう。風量を可変に調整するためのもので、外部に手動で操作できるハンドルが付いている。

## モータダンパ（MD）
モーターダンパ（Motor Damper,MD）は、遠隔操作用のダンパで、風量を機械的に調整するためのものである。外部には羽根の軸部分が出ており、これに電動機を取付け、電動機の自動制御をおこなうことで風量を調整する。

## 空気作動ダンパ（AD）
空気作動ダンパ（Air-Piloted Damper,AD）は、圧縮空気の空気圧によって遠隔操作されるダンパで、風量を調整するために用いられる。

## 逆流防止ダンパ（CD）
逆流防止用のダンパで、チャッキダンパ（Check Damper,CD）ともいう。臭気の拡散防止や外部の空気の遮断を目的に片方向からの風のみを通す目的で設置され、逆向きの風が流れないように、羽根が自重もしくは、錘の力によって閉じられる構造となっている。英語の表記からすると、チェックダンパであるべきだが、バルブを含めてチャッキと発音表記されることが一般的。

## 防火ダンパ（FD）
防火ダンパ（Fire Damper,FD）は、火災時の延焼防止や熱い空気の噴出を防ぐ為のダンパで、ダクトが防火区画を貫通する場合に取り付けられる。防火ダンパには、各個ごとに溶融温度が調整された溶融ヒューズが取り付けられており、設定温度を超えた空気が通過するとヒューズが溶けてダンパが作動し通気を遮断する。厨房排気など通常時の通過温度の高い空気がある場合、ヒューズはより高い温度のものが取り付けられる。
厨房排気が外部に出るところも同じであるが、この場合は換気扇シャッターで代用することもある。

## 風量調整防火ダンパ（FVD）
風量調整を兼ねる防火ダンパで、通常は風量調整、火災発生時は防火ダンパとして作動する。
平成25年5月の防火ダンパー自主管理制度の諸規定の改訂に伴い、平成26年6月30日をもって生産中止。

## ピストンダンパ（PD）
ピストンダンパ（Piston Damper,PD)は、不活性ガス消火設備を設置した場所のダクトに取り付けられるダンパである。消火ガスボンベのガス圧によってダクトを閉塞する。

## 防火ピストンダンパ（FPD）
防火ダンパ機能の付いたピストンダンパで、消火ガスボンベのガス圧による閉塞のほか、ヒューズの溶解によってもダクトを閉塞する。

## 防煙ダンパ（SD)
防煙ダンパ（Smoke Damper,SD)は、煙感知器の発報に伴って作動するダンパである。防煙区画の両側結ぶレターンダクトなどに取り付けられる。

## 防煙防火ダンパ（SFD)
煙感知器の発報に伴って作動するダンパで、防火ダンパの機能を有するもの。防火区画を貫通するダクトに取り付けられる。

## 排煙ダンパ（SMD)
排煙ダンパ（Smoke Evacuation Damper,SMD)は、排煙ダクトに取り付けられるダンパで、通常時は閉塞しており、排煙ボタンを押すなどの排煙操作によって開放されるダンパである。

## 防火機能付き排煙ダンパ（SMHFD)
温度ヒューズの付いた排煙ダンパで、防火区画を貫通する排煙ダクトに取り付けられることがある。
通常時は閉塞しており、排煙ボタンを押すなどの排煙操作によって開放されるが、火災が迫ると温度ヒューズの溶解によって再び閉塞する。

## 排煙ダクト用防火ダンパ(HFD)
排煙ダクトに取り付けられ、火災時の煙を通すものであるが、一般に高温となるため、温度ヒューズは、煙の温度では作動せず、火災となった段階で閉鎖する温度に設定される。280℃が一つの目安となる。

## 避圧ダンパ(RD)
避圧ダンパ（Relief Damper,RD）は、圧力逃しダンパともいい、不活性ガス消火設備やハロゲン化物消火設備が設置された場所において、ガス放出に伴って上昇する室内圧力を下げるために設けられるダンパである。室内圧力が設定圧力を超えたときに開放される。

## 差圧ダンパ(BD)
差圧ダンパ(Barometric Damper,BD)は、陽圧又は陰圧の部屋に設けられるダクトであって、室内と外部の圧力差を一定に保つ働きをするダンパである。バネ等によって作動する圧力差が設定されており、圧力差が大きすぎるときは開口が大きくなることで圧力を逃し、圧力差が小さすぎるときは、開口が閉じる方向に作動する。